# Lord (főrend)

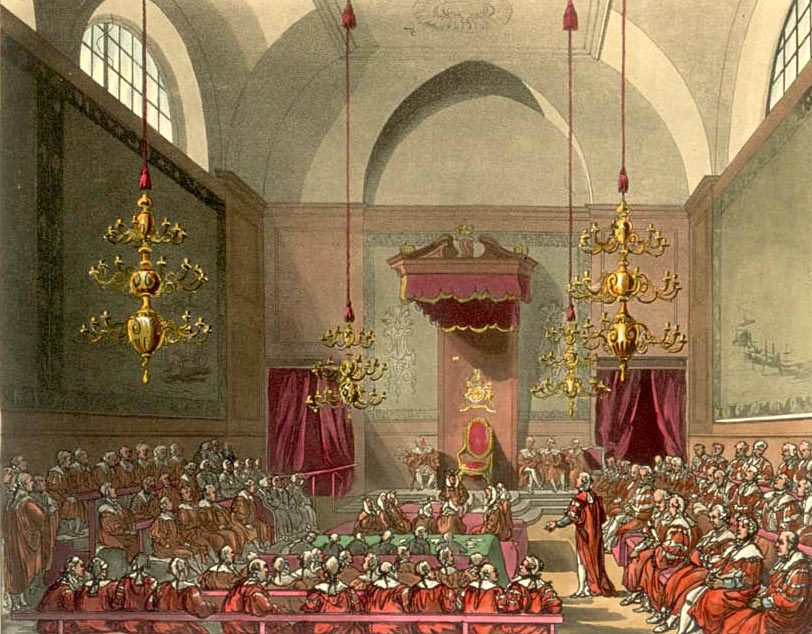
A londoni Lordok Háza a 19. század elején

A lord Angliában történelmileg kialakult, és főként a mai Egyesült Királyságban több, különböző értelemben használt cím, elnevezés. Leggyakrabban a brit főnemességhez kötődő peer (főrend) szó szinonimájaként használják, mind angol nyelvterületen, mind a világ többi részén, így a magyar nyelvben is.
Eredetileg a loaf ward (óangol hlafweard) „cipóőrző” kifejezésből rövidült le, a középkori földesurak ugyanis alattvalóik kenyéradói voltak.
A szó mai leggyakoribb jelentései: úr, nagyúr, főúr, főnemes, főrend, valami(k)nek vagy valaki(k)nek ura, feljebbvalója, uralkodója. Így például vallásos szóhasználatban "Úristen" (the Lord God), "a mi Urunk" (Our Lord, Krisztus), de az uralkodó megnevezése is lehet (our sovereign lord, the Queen), vagy akár háziúr (landlord). Angol nyelvterületen vezetéknévként sem ritka. A lord női megfelelője legtöbb esetben a lady.

## A brit főrendek
A magyar nemesi hagyomány szerint (hasonlóképpen például a szláv országokban is ) egy magyar grófnak minden fia gróf és minden leánya grófnő volt, a rangjukra utaló szót pedig egyszerűen a nevük előtt használták (például gróf Széchenyi István). Ezzel szemben a középkori Angliában (hasonlóképpen például Franciaországban, Spanyolországban is), illetve a mai Egyesült Királyságban az adott főrendi címet csakis egyetlen személy viseli, ő a rang egyszemélyi birtokosa (holder of peerage), családtagjai jogilag közrendűek, bár a főrenddel való rokonságuk foka szerint adott esetben különféle megkülönböztető címekre jogosultak, vagyis a főrendi rang örökléskor nem „osztódik”.
Főrendeket csak az uralkodó kreálhat, ő a „méltóság forrása” (fount of honour). Ezt a jogát a századok során soha nem vonták kétségbe, így például az uralkodó kiskorúsága vagy cselekvőképtelensége idején (például a III. György betegsége miatti régensség időszaka alatt) egyszerűen nem adományoztak főrendi rangot, ahogy az angol forradalom alatt sem.
Az angol parlamentarizmus fejlődésével a főrendek kinevezésében egyre nagyobb szava lett a mindenkori miniszterelnöknek, aki viszont hagyományosan támogatta a királyi család egyes fontosabb férfi tagjainak, és az uralkodónak tett szolgálatokért egyes, az uralkodó szűkebb környezetéhez tartozó személyeknek főrendi rang adományozását. Az új főrendek túlnyomó többségének kinevezéséről így egyre inkább a miniszterelnök döntött.
2000-től hivatalosan is a House of Lords Appointments Commission nevű parlamenti bizottság tesz javaslatot az uralkodónak a ma már (kisszámú kivétellel) gyakorlatilag kitüntetéssé vált lordság adományozására.

### A főrendi rangok, címek, nevek, megszólítások
Az évezredes hagyomány megértéséhez meg kell különböztetni a nevet (például Edward Stanley), a rangot (például gróf), a címet (például Derby grófja), az úgynevezett tiszteleti címet (például "nagyméltóságú") és a megszólítást (például "My Lord"). A cím esetenként a név előtt, más esetben a név helyett funkcionál.
Minden főrend lord, de nem minden lord főrend. A tulajdonképpeni főrendek (hercegek, grófok stb.) szabályos összefoglaló angol megnevezése peer, míg a lord egyrészt a főrendekre és családtagjaikra, állami főméltóságokra és főpapokra vonatkoztatott félhivatalos gyűjtőnév (ilyenkor angolul is gyakran kisbetűvel írják), másrészt pontosan szabályozott használatú hivatalos alternatív címalkotója a főrendeknek és azok egyes férfi családtagjainak (angolul mindig nagybetűvel). Így, bár a "lordság" tehát nem egzakt fogalom, alatta általában a főrendi (bárói, grófi stb.) rangot értjük.
A peer a francia pair (páros, egyenlő) szó átvétele, mely a kora középkorban az uralkodóval való egyenlőséget jelentette, a király csak primus inter pares (első az egyenlők között) volt. Az örökletes monarchiák kialakulása előtt Franciaországban a pairek maguk közül választottak királyt (például Capet Hugót, a Capetingek ősét) és ennek az elvi egyenlőségnek a szimbóluma a mai napig a főrendi korona. Régebben fontos, ünnepélyes eseményeken a főrendek még koronával a fejükön jelentek meg, ma már csak egyetlen alkalommal használják: amikor a koronázási szertartás csúcspontján a királyi koronát a canterbury érsek az új uralkodó fejére helyezi, a trón körül álló több száz főrend is felteszi a maga koronáját. (Legutóbb ezt az aktust a II. Erzsébet 1953-as beiktatásáról készült BBC-felvételek is megörökítették.)
A főrendi cím kezdetben mindig földbirtokhoz kötődött (a brit közigazgatásban a megyéket a mai napig grófságnak [county] hívják). A főrendi rangok adományozásakor a címet településekhez, tájegységekhez vagy más földrajzi helyekhez (városok, falvak, hegyek, megyék stb.) kötötték (például The Earl of Glasgow, The Duke of Devonshire), később - különösen az alacsonyabb rangú főrendek esetében - a főnemessé emelt személy vezetéknevét is használták címalkotóként (ilyenkor értelemszerűen "of" nélkül, például The Marquis Wellesley, azaz Arthur Wellesley, ismertebb későbbi címén Wellington hercege). Ma leggyakrabban a kettő kombinációja szokásos (például The Baron Lloyd Webber of Sydmonton, azaz Andrew Lloyd Webber). Azonos nevű főrendek esetén mindig más a földrajzi tag (például The Baron Morris of Kenwood, The Baron Morris of Manchester).

#### Az öt főrendi rang

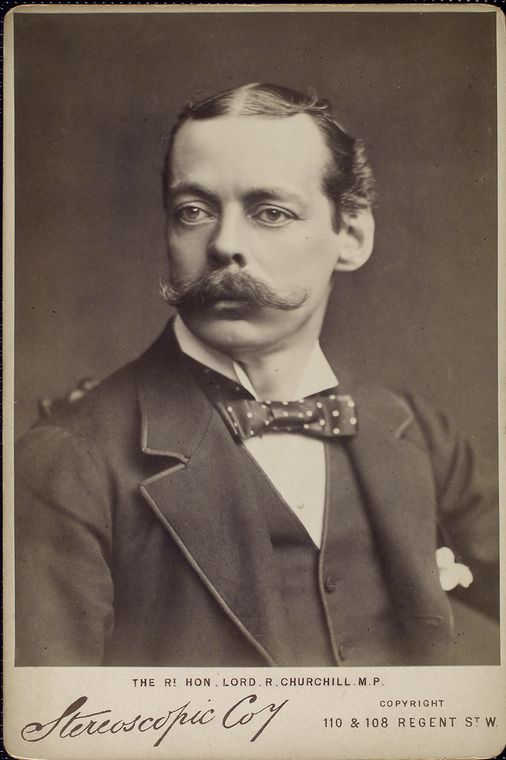
Lord Randolph Churchill, a későbbi brit miniszterelnök, Winston Churchill édesapja. Bár maga nem volt főrend, Marlborough hercegének ifjabb fiaként a Lord címet viselhette

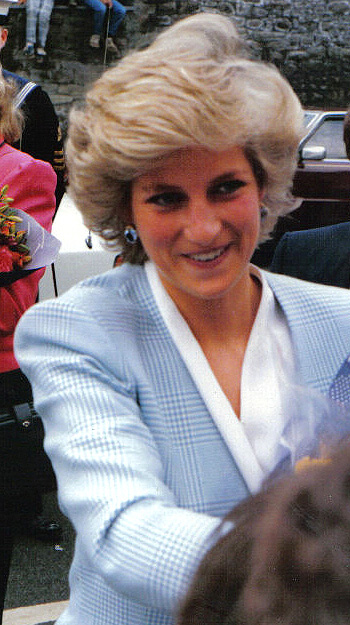
A néhai walesi hercegné, született The Lady Diana Spencer. A Lady címre Spencer gróf leányaként volt jogosult

Az évszázadok során (több nyugat-európai országhoz hasonlóan) öt főrendi rang alakult ki:
- herceg (duke, női duchess): mint a legmagasabb rangú főrendeket csakis teljes címükön lehet nevezni, például The Duke of Sutherland (sohasem The Lord Sutherland), és a címben mindig ott az "of". Tiszteleti címük His Grace (kb. kegyelmes úr) és The Most Noble (legnemesebb), megszólításuk My Lord Duke vagy gyakrabban Your Grace. Örökösük (legidősebb fiúgyermekük) apjuk második legmagasabb címét viseli, megszólításuk címzetes rangjuk szerinti. Ifjabb fiaik rendes nevük előtt Lord, leányaik The Lady címet viselnek (például Lord Randolph Churchill).
- márki (marquis vagy marquess, női marchioness): címükben leggyakrabban "of" van (például The Marquis of Salisbury), ritkán "of" nélküli (például The Marquis Wellesley), és nevezhetők így is: The Lord Salisbury, The Lord Wellesley. Tiszteleti címük The Most Honourable (legtiszteletreméltóbb, magyarra inkább főméltóságúnak fordítható), megszólításuk My Lord. Legidősebb fiúgyermekük apjuk második legmagasabb címét viseli, megszólításuk címzetes rangjuk szerinti. Ifjabb fiaik Lord, leányaik The Lady címet viselnek nevük előtt.
- gróf (earl, női countess, a nem brit grófokra a count szót használják): egyaránt gyakori az "of"-os vagy anélküli cím (például The Earl of Glasgow illetve The Earl Grey), és nevezhetők így is: The Lord Glasgow, The Lord Grey. Tiszteleti címük The Right Honourable (igen tiszteletreméltó, magyarra inkább nagyméltóságúnak fordítható). Legidősebb fiúgyermekük apjuk második legmagasabb címét viseli, ifjabb fiaik a The Honourable (tiszteletreméltó, magyarra inkább méltóságosnak fordítható), leányaik pedig a The Lady címet viselik nevük előtt (például The Lady Diana Spencer).
- vikomt (viscount, eredetileg vice-count vagyis "algróf", női viscountess): címük általában "of" nélküli (például Viscount Hereford), de ritkán az ellenkezője is előfordul (például Viscount of Inverness), és nevezhetőek így is: The Lord Hereford, The Lord Inverness. Tiszteleti címük The Right Honourable, gyermekeik nevük előtt a The Honourable címet viselik.
- báró (Baron, női Baroness): címük mindig "of" nélküli (például Baron Renfrey) és nevezhetőek így is: The Lord Renfrey. Tiszteleti címük The Right Honourable, gyermekeik nevük előtt a The Honourable címet viselik.

A tiszteleti címek előtt mindig ott a "The", például The Most Honourable Marquis of Salisbury ("a főméltóságú Salisbury márkija") vagy The Honourable David Fitzroy ("a méltóságos David Fitzroy", például egy gróf vagy vikomt ifjabb fia). Tiszteleti címre nem csak a főrendek és családtagjaik jogosultak, például az alsóházi képviselők "méltóságosak" (Honourable), az alsóház elnöke (Speaker), a miniszterelnök és egyes fontosabb miniszterek "nagyméltóságúak" (Right Honourable).
A fent felsorolt tiszteleti címek és megszólításokat a gyakorlatban első megszólításkor, illetve írásban alkalmazzák, az élőbeszédben (például párbeszédes helyzetben) az első megszólítás után bármely főrendet egyszerűen Sir-nek (uram) szólítanak, ahogyan az uralkodót sem címezik minden mondatban Your Majesty-nek (Felség), a második és következő megszólítások formája Sire/Ma’am (kb. nagyuram/nagyasszonyom).
Hivatalos iratokon, különösen az udvar vagy a kormány által kibocsátottakon (például egy meghívón a Buckingham-palotába) azonban a még ennél is formálisabb teljes címeket használják, például His Grace The Most High, Potent and Noble Prince, Lieutenant General The Sixth Duke of Westminster, Marquess of Westminster, Earl Grosvenor, Viscount Belgrave and Baron Grosvenor, Knight of the Order of the Garter... (Őkegyelmessége a legnagyobb, leghatalmasabb és legnemesebb nagyúr és altábornagy, Westminster hatodik hercege stb., ...Térdszalagrend lovagja...) A királyi család tagjainak még ennél is hosszabb címeik vannak.

#### A főrendek házastársa

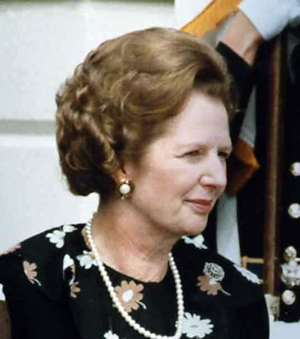
Margaret Thatcher volt brit miniszterelnök. Visszavonulása után főrend lett, férje közrendű maradt

Minden férfi főrend törvényes felesége megkapja férje címének női megfelelőjét, ugyanazt a tiszteleti címet és megszólítást (illetve annak női megfelelőjét). Ellenben a saját jogon főrendi címet kapott nők férje egyiket sem, például Margaret Thatcher bárónővé emelésével a volt miniszterelnök The Right Honourable The Baroness Thatcher lett, míg férje ugyanúgy Sir Denis Thatcher maradt. (A Sir az ő esetében a neki adományozott, örökletes baroneti címmel járt, de ezt a címet is közvetlenül felesége visszavonulása után, John Major kormányától amiatt kapta, hogy a volt miniszterelnök Lady Thatcher lehessen.)

#### A walesi herceg
Tulajdonképpen létezik egy hatodik főrendi rang: a prince (herceg, uralkodó herceg, fejedelem, a lordhoz hasonlóan több jelentése van). A Prince of Wales, azaz a walesi herceg az egyetlen főrendű prince, a szó minden más esetben a királyi család egyes tagjainak címét (ez esetben "királyi herceg"), vagy külföldi uralkodó herceget (például The Prince of Monaco) jelöl.

Szemantikai okból tulajdonképpen helyesebb lenne walesi fejedelemnek nevezni, de a magyar nyelvben mindig is hercegnek fordították.

#### Hogy hívják a főrendeket?
Gyakori tévhit, hogy ha valakit főrenddé emelnek, az egyszerűen neve elé illeszti a Lord/Lady szót (ahogy a lovagi vagy baroneti ranggal járó Sir/Dame esetében ez valóban így van). Főrendi rang adományozásával a közrendű főrenddé válik, és addigi neve helyett – melyet bizonyos értelemben elveszít – főrendi címét fogja használni. Ám a lordok és ladyk (főként az élethossziglan kinevezettek) a köznapi életben gyakran valóban Lord X. Y. vagy Lady X. Y. formában nevezik magukat, ráadásul a név és cím megkülönböztetését nehezíti, hogy utóbbi évtizedekben az új főrendek címében az esetek többségében családnevük is alkotó. A tulajdonképpen hibás gyakorlat annak következménye, hogy mire lordságot kap, számos főrenddé emelt kiválóság neve már széles körben ismert, és mind saját maga, mind ismerősei, illetve főként a média továbbra is eredeti nevén hívja. Ez a gyakorlat azonban nemcsak szabálytalan, de Nagy-Britannián belül félreértésre is okot adhat.

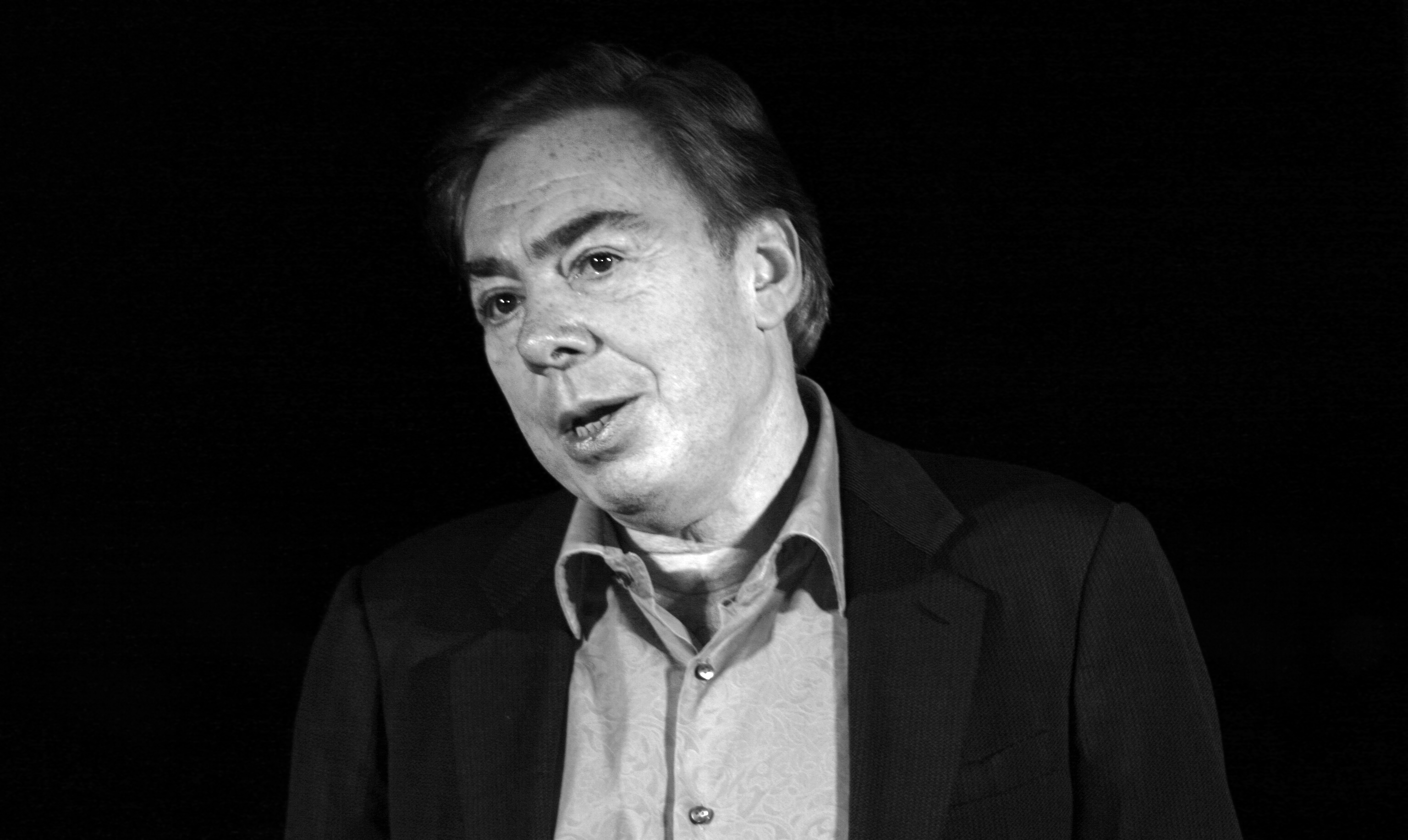
Andrew Lloyd Webber, The Baron Lloyd-Webber. Mindenki ismeri a nevét, de ő maga nem írja úgy, ahogy nemesi címében szerepel

Két példa: Edward Stanley, Derby tizenkilencedik grófja (akinek őséről a híres epsomi derbit elnevezték) és Andrew Lloyd Webber, az ünnepelt musical-szerző, aki 1997-ben kapott érdemei elismeréseként bárói rangot. A két főrendet az alábbi módokon lehet szabályosan címezni:
1) The Earl of Derby – The Baron Lloyd-Webber
2) The Lord Derby – The Lord Lloyd-Webber
3) Edward, (The) Earl of Derby – Andrew, (The) Baron Lloyd-Webber
4) Edward, (The) Lord Derby – Andrew, (The) Lord Lloyd-Webber
5) Edward Stanley, (The) Earl of Derby – Andrew Lloyd Webber, (The) Baron Lloyd-Webber
6) Edward Stanley, (The) Lord Derby – Andrew Lloyd Webber, (The) Lord Lloyd-Webber
NB. Bár Andrew Lloyd Webber nevében nincs kötőjel, a bárói címében igen.
A különböző verziók egységes szabályoknak engedelmeskednek.
- A herceg kivételével minden főrend alapvetően kétféleképpen címezhető: The Earl of Derby = The Lord Derby, The Baron Lloyd Webber = The Lord Lloyd Webber. Ezt látjuk az 1)-2) példákban. Tehát van egy "rangos" és egy "lordos" változat. Márkik szinte mindig a "rangosat" használják, bárókra a "lordos" jellemző, bárónők ellenben szintén a "rangost" preferálják, megkülönböztetendő magukat más ladyktől. Ez a Lord cím használatának leggyakoribb módja. A hercegek rangját mindig ki kell tenni, ez a legmagasabb rangú főrendnek kijáró előjog. Egy angol mondás szerint a Lordok Házában nagyobbak az osztálykülönbségek, mint kívüle.
- Az úgynevezett címzetes lordok (például Lord Belgrave) címében szintén gyakran ott a Lord, bár viselőik nem tényleges főrendek. Ez a Lord cím hivatalos használatának egy másik esete.
- A hercegek és márkik ifjabb fiai (például Lord Randolph Churchill) ugyancsak a Lord szót használják címeikben. Ez a Lord cím hivatalos használatának egy további esete.

Mindez mégsem okoz félreértést, mivel vannak különbségek is.
- Az igazi főrendek címe előtt mindig ott a "The" határozott névelő (például The Lord Derby, The Lord Lloyd Webber). Bár a mai beszélt nyelvben ez a "The" gyakran elmarad, írásban – elvben – soha. A címzetes főrendek címe előtt viszont sosincs névelő (például Lord Grosvenor).

Még a keresztnév előtti "The" is előfordul, de családnév nélkül, a királyi hercegek/hercegnők esetében: The Prince Edward, The Earl of Wessex (Edward királyi herceg, Wessex grófja).
- A főrendek (akár tényleges, akár címzetes) címében nincs keresztnév, hiszen nem névről, hanem a főrendi rangot megjelenítő címről van szó. Amennyiben mégis szükséges megnevezni a főrend eredeti nevét is (például itt a Wikipédiában), azt egyszerűen a címe elé írják, vesszővel elválasztva. Ilyenkor a "The" kivételesen elmaradhat. ezt látjuk a 3)-6) példában. (Ez okból nevezik a híres angol költőt is Alfred, Lord Tennyson-nak.) Fentiekkel szemben viszont a hercegek és márkik ifjabb fiait (akik közrendűek, tehát rendes nevüket használják) a nevük előtti "Lord" szóval különböztetik meg, szigorúan névelő nélkül. Tehát a legegyszerűbbnek tűnő "Lord + keresztnév + családnév" tulajdonképpen a hercegek és márkik ifjabb fiainak címe.

### Örökletes lordok(hereditary peers)
A középkorban kialakult szokásjog szerint az angol uralkodónak joga volt bárkit meghívni a parlament ülésére, akár egyszeri alkalommal. Később, ha valakit meghívtak, az automatikusan feljogosította arra, hogy onnantól minden alkalommal részt vegyen. Még később ez a jog földterületek tulajdonlásához és elsősorban a hozzájuk kötődő címekkel együtt örökölhetővé vált.
Főrendi rang adományozásakor az erről szóló királyi rendelet (úgynevezett Letters Patent vagy Writs of Summon) meghatározta a rangot, címet és az örökölhetőség szabályát. Az esetek elsöprő többségében kizárólag egyenes, férfiági, születési idő szerinti öröklés volt lehetséges. Például, ha egy főrendnek csak leányai voltak, hiába volt bármelyiknek fiúgyermeke, a rang a legközelebbi olyan férfirokonra szállt, akit a főrenddel kizárólag férfiakon át kötött össze rokonság, aki lehetett például elhunyt atyja elhunyt legidősebb öccsének elhunyt legidősebb fiának fia. Esetenként megengedték a - külön, névre szólóan meghatározott - női leszármazotton keresztüli öröklést (ekkor az adott nőrokont a cím "átugrotta" és utódai örököltek), sőt, az is előfordult, hogy - az adományozó okiratban szintén külön, személyében megnevezve - nőrokonra (általában a legidősebb leányra) szállhatott a főrendi cím (például Marlborough első hercegének halálakor, az adományozó okiratban előre meghatározva, annak legidősebb leányára szállt a hercegi rang). Mivel az egyes főrendi címek külön-külön királyi rendelettel születtek az évszázadok során, öröklési szabályaik a mai napig jelentősen eltérhetnek.

### Élethossziglani lordok(life peers)
Bár a középkorban az örökletes főrendi rangok (peers) váltak általánossá, elvétve változatlanul sor került élethossziglani főrendi címek adományozására. A 16–17. század során például 18 arisztokrata nőnek adományozott az uralkodó élethossziglani főrendi címet – azonban felsőházi tagság nélkül.[forrás?] Az anglikán egyház főpapjai tisztségükből adódóan a Lordok Házának tagjai, mivel azonban papi tisztségükkel együtt e rangjuk sem örökölhető, ezért élethossziglani főrendeknek tekinthetők, bár hagyományosan és jogilag nem sorolják őket ide.
A brit politikai életben 1856-ra nyilvánvalóvá vált, hogy legalább egy jogászi végzettségű felsőházi tag kinevezése szükséges a Lordok Házának ősi (részben ma is meglévő) igazságszolgáltatási hatásköre miatt, anélkül, hogy e jogász főrend utódai - akiktől nem lehetett elvárni, hogy szintén jogászok legyen - a lordok számát növeljék. A Lordok Háza elismerte ugyan a fenti okból élethossziglani báróvá emelt Sir James Parke-nek, a királyi magánkincstár bírójának főrendiségét, de az élethossziglani kinevezést már nem tekintette elegendő jogalapnak a felsőházi tagsághoz. A jogtudós végül örökletes főrendi rangot kapott (Baron Wensleydale), így elfoglalhatta helyét a Lordok Házában.
Ezek után a kormány törvényjavaslatot nyújtott be két olyan élethossziglani főrend felsőházi kinevezésére, akik legalább ötéves bírói gyakorlattal rendelkeztek. Ezt a lordok el is fogadták - ám a javaslat az alsóházban nem kapott elegendő támogatást.
Újabb javaslat született 1869-ben, 28 olyan élethossziglani főrend kinevezésére (évenként maximum négyre), akik magasabb rangú bírók, fontos köztisztviselők, a hadsereg és a flotta magasabb rangú parancsnokai, az alsóház legalább tíz évig szolgált tagjai, a legelismertebb tudósok és művészek, illetve skót és ír főnemesek köreiből kerültek volna ki. Hosszadalmas viták után ezt a javaslatot a Lordok Háza buktatta meg.
1876-ban végül mindkét ház megszavazta, hogy egyes magas rangú bírók élethossziglani kinevezéssel a Lordok házának tagjai legyenek (az úgynevezett jogi lordok, law lords) így ők lettek az első, a Lordok Házában az örökletes főrendekkel azonos jogokkal bíró, élethossziglan kinevezett főrendek.
A 20. század első negyedében sorozatosan visszatérő probléma volt, hogy az egyre szélesebb tömegek számára biztosított választójog eredményeként átalakuló alsóházi politikai döntések végrehajtását a változatlanul arisztokrata szellemiségű felsőház rendre megakadályozta. 1911-ben titkos megállapodás született V. György király és a liberális kormány között arról, hogy ha a konzervatív többségű felsőház nem hagyja jóvá a jogai korlátozásáról szóló, a liberális többségű alsóházban megszavazott törvényt (Parliament Act 1911), akkor a kormány felkéri a királyt, hogy nevezzen ki annyi liberális főrendet, mely többséget biztosítana a törvény elfogadásához a Lordok Házában. A lordok végül meghátráltak és megszavazták a javaslatot.
Alapvető változást azonban csak az 1958-ban elfogadott Life Peerages Act hozott. Ez tette lehetővé korlátlan számú, az örökletes főrendekkel mindenben megegyező jogú élethossziglani főrendi cím adományozását. E lordok 1958-tól az 1999-es felsőházi reformig a Lordok Háza teljes jogú tagjai voltak, és gyermekeik ma is megkapják a szüleik rangja szerinti tiszteleti címeket nevük előtt. A nem öröklődő – kivétel nélkül mindig bárói – rangot azoknak adományozzák, akiket életművükért, a hazának tett kiemelkedő szolgálataikért, köz- vagy fegyveres szolgálatban elért eredményeikért, tudományos vagy művészeti munkásságukért, sőt, a gazdasági életben betöltött jelentős szerepükért erre érdemesnek találnak.
1958 és 2008 között összesen 1102 személy kapott élethossziglani lordságot.

### Címzetes lordok(courtesy peers)
A magasabb rangú örökletes főrendek általában több rangot is viselnek, mivel a jogszokás az volt (és elvben ma is az), hogy ha például egy grófot herceggé emelnek, az új hercegi cím kreálásával az addigi grófi rang nem szűnik meg. Ennek egyszerű oka van: mivel a címek eredetileg földbirtokhoz kötődtek, újabb földterület adományozása értelemszerűen nem jelentette a régi elvételét.
Így például Sir Richard Grosvenor, a hetedik Baronet Grosvenor 1761-ben főrend, Baron Grosvenor lett, majd 1784-ben a Viscount Belgrave és Earl Grosvenor címeket kapta III. György királytól. Így halálakor az első Baron Grosvenor, az első Viscount Belgrave és az első Earl Grosvenor címeket mind viselte. Fiát, a második Earl Grosvenort (és második Viscount Belgrave-et stb.) 1831-ben IV. Vilmos király az első Marquis of Westminster-ré emelte. Az ő unokájának, a harmadik Marquess of Westminsternek (aki egyben az ötödik Earl Grosvenor stb. volt) 1874-ben Viktória királynő a Duke of Westminster rangot adományozta. Ennek megfelelően a jelenlegi hatodik Duke of Westminster egyben a nyolcadik Marquis of Westminster, a tizedik Earl Grosvenor stb. E rangok mindegyike önállóan létezik. A több, különböző címmel rendelkező főrendek gyakorlatilag mindig legmagasabb címüket használják a mindennapi életben, bár akad kivétel is, például az 1930-as évek elején Edward walesi herceg (a későbbi VIII. Eduárd) egyik alacsonyabb címét, az Earl of Chestert használta európai utazgatásai során, inkognitóját megtartandó.
A brit jogszokás a hercegek, márkik és grófok legidősebb fiait apjuk második legmagasabb címével illeti, így e három magasabb főrendi rang örökösei maguk is főrendi címeket viselnek (már ha apjuknak van ilyen): ők a címzetes lordok. Mivel nem valódi főrendek (peers), nemcsak hogy soha nem voltak tagjai a Lordok Házának, de minden más szempontból is közrendűnek számítanak. Kizárólag címük (nevük) kiváltságos.
A fenti példa alapján a westminsteri herceg legidősebb fiának címe Marquis of Westminster lenne. Ám a jogszokás szerint, ha a második legmagasabb cím elnevezése azonos az elsővel (jelen esetben mindkettő Westminster), akkor a harmadik, negyedik stb. olyan legmagasabb címet használják, ami a főrend (az apa) címétől eltérő. Jelen esetben ez az Earl Grosvenor, tehát a mindenkori Duke of Westminster legidősebb fiának címe Earl Grosvenor.
A legidősebb fiú legidősebb fia (azaz a főrend örökösének örököse) pedig a következő (ugyancsak eltérő elnevezésű) címet kapja, jelen példában a Duke of Westminster legidősebb fiának legidősebb fia a Viscount Belgrave címet viseli, és így tovább.
A címzetes lordok címe előtt sohasem szerepel a határozott "The" névelő, így különböztethetőek meg a tényleges főrendektől. A címzetes nevekben soha sincs sorszám.

### Egyházi lordok (spiritual peersvagylords spiritual) és lord főbírók(law lords)

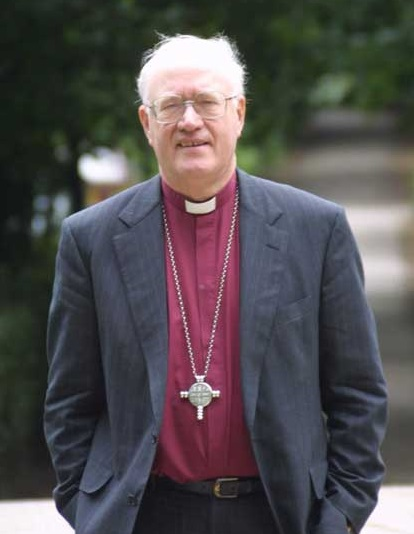
George Carey, egykori canterbury érsek. Főpap is, főrend is

Az anglikán egyház egyes főpapjai tisztségük elnyerésekor automatikusan teljes jogú tagjai lesznek a Lordok Házának. Anglia és Wales egyes legmagasabb rangú főbíróinak kinevezésükkel egyidőben élethossziglani lordságot adományoznak (így tulajdonképpen oda kellene őket sorolni, de a jogszokás elkülöníti őket a más okból kinevezett lordoktól).

### Egyéb lordok

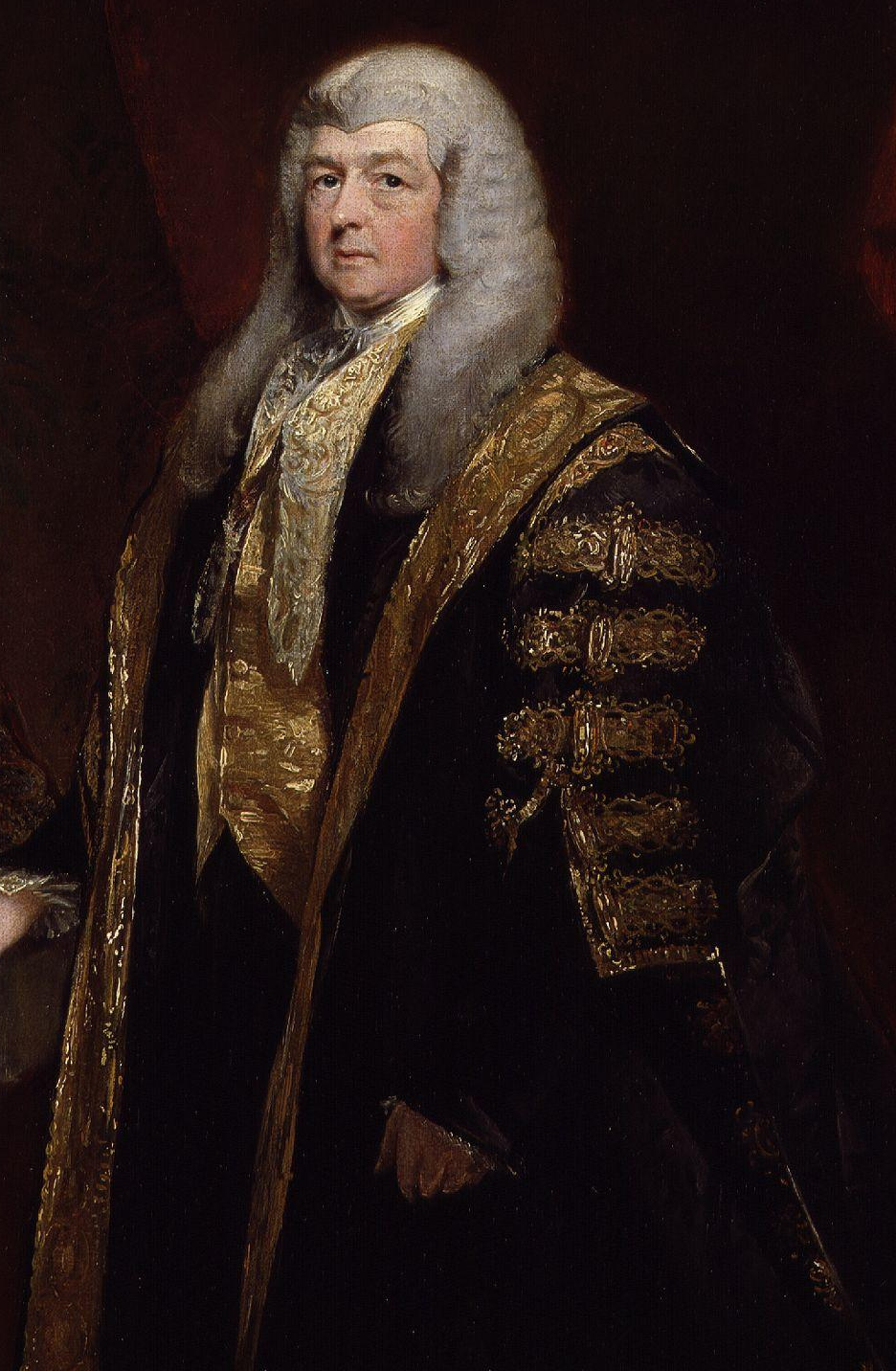
Charles Pepys, Cottenham grófja, Anglia lordkancellárja Charles Robert Leslie festményén. A hagyományos fekete-arany díszruha ma is előírás

Egyes régebbi vagy mai is használt kormányzati tisztségviselők és udvari méltóságok hivatali címében is szerepel a Lord megnevezés. Ennek történelmi oka, hogy a kora középkorban a legmagasabb tisztségeket csak főrendek tölthették be.
- First Lord of the Treasury (a kincstár első lordja): a mindenkori miniszterelnök hivatalos címe (a Prime Minister valójában egyfajta köznyelvi elnevezés); eredetileg Lord High Treasurer (főkincstárnok)
- Second Lord of the Treasury (a kincstár második lordja): pénzügyminiszter, de gyakrabban emlegetik másik címén: Chancellor of the Exchequer (a királyi magánkincstár kancellárja)
- Lord High Chancellor (lordkancellár): kb. igazságügyminiszter, ma már egyben Secretary of State of Justice (szó szerint: igazságügyi államtitkár) is
- Lord Privy Seal (lordpecsétőr): napjainkban tárca nélküli miniszter
- Lord President of the (Privy) Council (a titkos tanács elnöke): napjainkban tárca nélküli miniszter
- First Lord of the Admiralty (az Admiralitás első lordja): haditengerészeti miniszter, 1964-től nem használják; eredetileg Lord High Admiral, mely tiszteletbeli címet Fülöp edinburgh-i herceg 2011-ben, 90. születésnapja alkalmából kapta II. Erzsébettől
- First/Second Sea Lord (első/második tengeri lord): a haditengerészet vezérkari főnöke és helyettese (1965-ig volt harmadik, negyedik és ötödik is)
- Lord Speaker (szó szerint: lord-szónok): a felsőház elnöke (ez 1999-ig a lordkancellár volt), az alsóház elnökének (Speaker) mintájára
- Lord Deputy (kb. helytartó): a középkorban Írország angol alkirályának címe

Korábban az e tisztségek többségét betöltőket előzetesen lorddá kellett emelni, azonban ez a követelmény fokról fokra megszűnt, utolsóként a lordkancellári poszt esetében a Lordok Házának 1999-es reformjával. Udvari, ma már csak ceremoniális szerepet ellátó tisztség például a Lord Great Chamberlain (főkamarás). A legtöbb ilyen tisztség azonban már régóta betöltetlen, például a Lord High Steward (kb. főudvarmester) már 1421 óta, pedig elvben ez az uralkodó utáni legmagasabb méltóság. A Lord Chamberlain of the Household (a királyi háztartás kamarása, gyakorlatilag vezetője) 1924 óta nem politikai tisztség.
A kincstár, az admiralitás stb. első, második stb. lordjának megnevezés arra utal, hogy a korábban egy kézben lévő tisztség betöltését testületre bízták, például a Lord High Admiral (kb. a haditengerészet főparancsnoka) feladatait megosztva a Lords Commissioners of the Admiralty ("az Admiralitás megbízott lordjai") látták el. A valamikori Lord High Treasurer (főkincstárnok) tisztsége jelenleg is megosztott, innen a ma is használt "a kincstár első/második/stb. lordja" kifejezés.
A skót bárókat nem Baron hanem Lord of Parliament (kb. "parlamenti nagyúr") címmel illetik.
London főpolgármesterének elnevezése The Lord Mayor of London.
Egyes magasabb brit bíróságokon a bírók megszólítása My Lord / My Lady.
A kifejezetten birtokhoz kötött Lord/Lady of the Manor (kb. "az uradalom ura/úrnője, gazdája") cím a közhiedelemmel ellentétben nem lordság, még csak nem is nemesi rang, csupán bizonyos ősi birtokok tulajdonosai a nevük után illeszthetik, például Lord of the Manor of Pimpsdale ("Pimpsdale uradalom gazdája"). Tulajdonosváltással a cím is gazdát cserél, ezért gyakori, hogy ilyen birtokokat félrevezetően "lordságként" hirdetnek eladásra, főként az angol hagyományokat nem ismerő külföldieknek.

## A királyi család

### A királyi hercegek és hercegnők

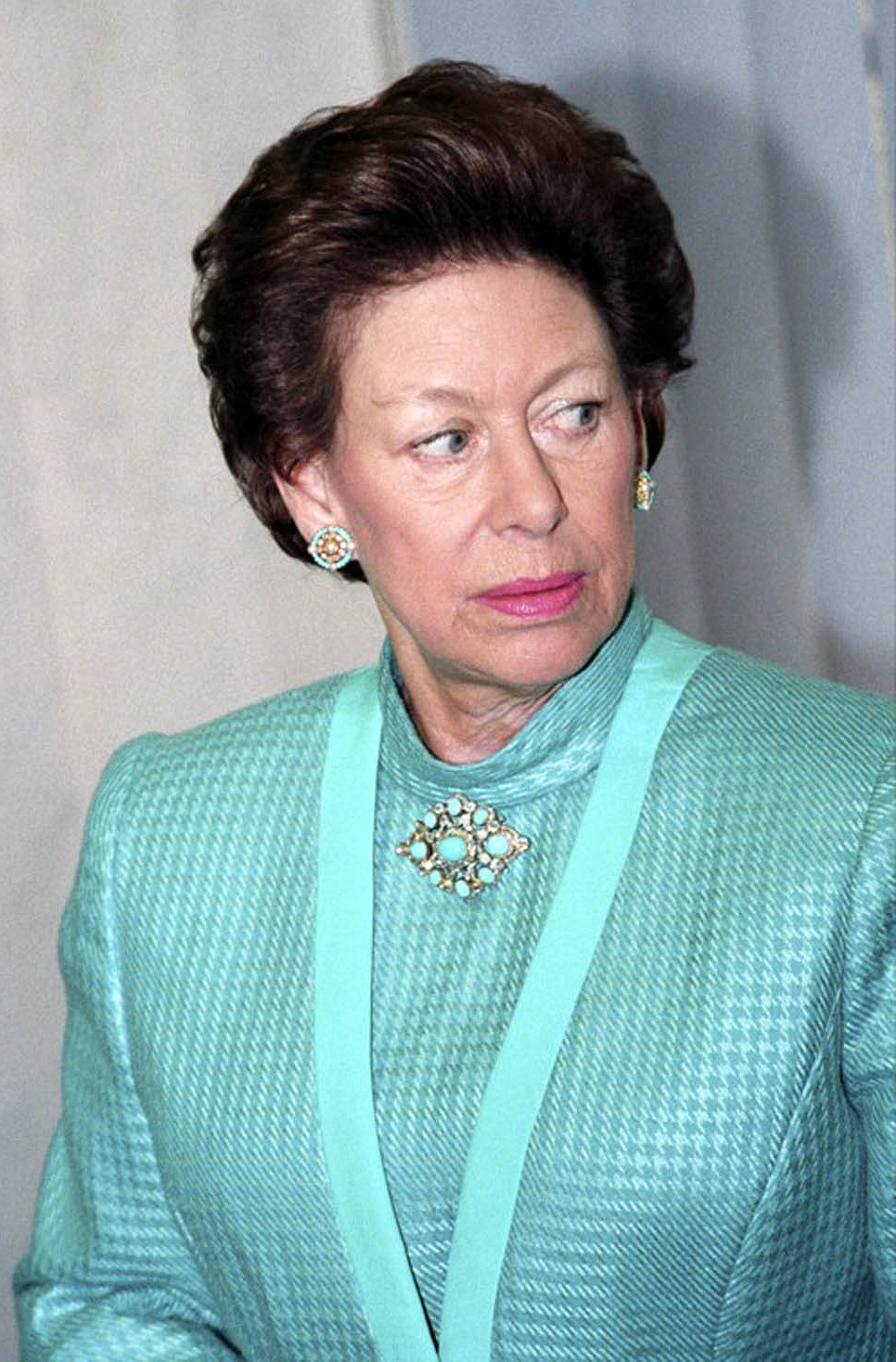
A néhai Margit hercegnő, a királynő húga. Nagyapja rendelkezései alapján királyi fenség volt, gyermekei azonban nem

A királyi család egyes tagjai úgynevezett királyi hercegek és hercegnők (Prince/Princess of the United Kingdom) és e rangjukkal a főrendek felett állnak. A Windsor-ház olyan tagjai, akik a királyi hercegi címre nem jogosultak és főrendi címük sincs, tulajdonképpen a főrendek alatt rangsorolnak.
V. György király 1917-ben szabályozta a királyi hercegi címet. Ettől függetlenül a mindenkori uralkodó (a főrendek kinevezéséhez hasonlóan) elvben bárkit királyi herceggé tehet, de a fenti szabályozáson kívüli kinevezésre azóta kizárólag csak családtagok esetében került sor. A királyi hercegek és hercegnők hagyományosan a "királyi fenség" (His/Her Royal Highness, rövidítve HRH) tiszteleti címet kapják.
Jelenleg születése jogán lesz királyi herceg vagy hercegnő a mindenkori uralkodó
- minden gyermeke, például Károly, András és Edward, (a királynő fiai), Anna (a királynő leánya)
- minden fiának minden gyermeke, például Vilmos és Harry (a királynő fiának, Károlynak fiai), Beatrice és Eugenie (a királynő fiának, Andrásnak leányai)
- a walesi herceg legidősebb fiának legidősebb fia, például György herceg (Vilmos hercegnek, Károly walesi herceg legidősebb fiának fia).

Beházasodással nyerik el a királyi hercegnő címet továbbá a királyi hercegek feleségei. A születésük jogán királyi hercegnők férjei nem kapják meg a címet (például The Earl of Snowdon, Margit hercegnőnek, a királynő húgának volt férje).
V. György rendeletében az uralkodó fiainak tovább kedvez: unokáikat a hercegek ifjabb fiainak megfelelően kell címezni, vagyis nevük előtt a Lord illetve a The Lady címet használják. Ez a Lord cím hivatalos használatának legritkább esete, jelenleg mindössze V. György egyik dédunokája (fia fiának fia), Lord Frederick Windsor jogosult rá. Elvben még három ilyen dédunoka van, ám közülük ketten hercegek legidősebb fiai, így címzetes főrendek (The Earl of Ulster és The Earl of St. Andrews, egyet pedig (Lord Nicholas Windsor) Kent hercegének ifjabb fiaként amúgy is megilletné a Lord cím.

VI. György király 1947-ben Erzsébet férjének, Philip Mountbattennek rendkívüli rendelettel adományozta a His Royal Highness megszólítást (ekkor emelte edinburgh-i herceggé is) – ám a királynő férje csak 1957-ben lett hivatalosan királyi herceg. Ez azon ritka esetek egyike, amikor a megszólítás és a rang nem együtt járt. A király ugyancsak rendkívüli rendelettel adott királyi hercegi és hercegnői címet az akkor még csak edinburgh-i hercegné Erzsébet születendő gyermekeinek. A férfiágat preferáló fenti 1917-es szabályozás szerint Erzsébet trónra lépéséig sem férjének, sem gyermekeiknek nem járt volna a cím.

### Főrendek a királyi családban

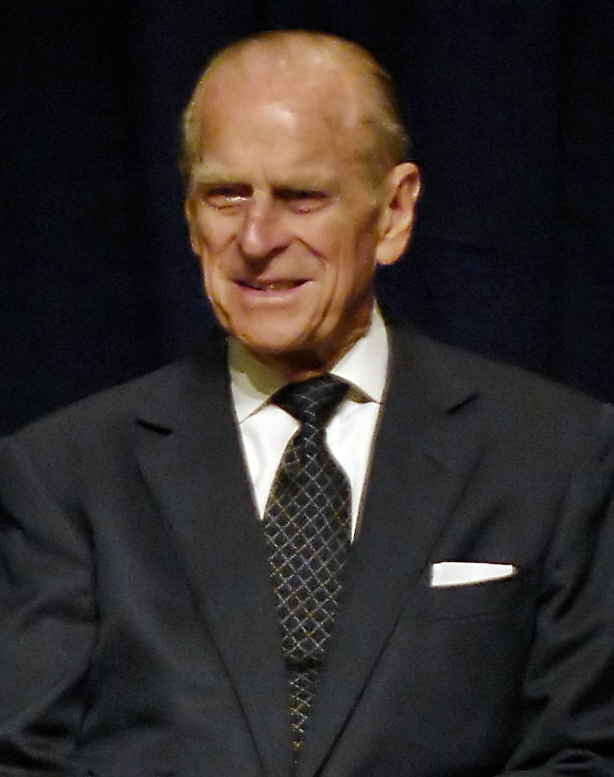
Fülöp edinburgh-i herceg, II. Erzsébet férje. Apósától kapta rangját és címét.

Amióta I. Edward walesi herceggé tette fiát, a későbbi II. Edwardot, az uralkodók közvetlen örökösüket hasonlóképp Wales hercegeivé nevezték ki. Ám nem feltétlenül csak az elsőszülött kaphatja meg a címet, így például II. György elhunyt legidősebb fiának legidősebb fiát emelte e rangra. Ellenben lányok sosem kapták meg például Viktória királynő trónra lépése előtt az akkori király, IV. Vilmos öccsének, az akkor már nem élő kenti hercegnek leányaként a Princess Victoria of Kent címet viselte. A jelenlegi uralkodó pedig házasságkötése előtt HRH Princess Elisabeth of York, utána HRH Princess Elisabeth, Duchess of Edinburgh volt.
A walesi hercegi cím nem öröklődik, azt kizárólagosan az uralkodó adományozza (mindig egyenesági férfi trónörökösnek, jellemzően fiának vagy unokájának), és a herceg esetleges halála esetén visszaszáll az uralkodóra. Angliában a Duke of Cornwall, Skóciában a Duke of Rothesay címet az uralkodó legidősebb fia külön adományozás nélkül, automatikusan megkapja, de csak akkor, ha egyben trónörökös is; e két cím szintén nem öröklődik. Ha Károly walesi herceg II. Erzsébet előtt hunyna el, akkor senki nem lenne walesi herceg mindaddig, míg a királynő a címet Vilmos hercegnek újraadományozza (mely valószínű, de nem szükségszerű). Mivel a királynő legidősebb fiává ez esetben András yorki herceg válna, aki viszont nem trónörökös, így Cornwall és Rothesay hercegségei nem lennének betöltve.
A királyi család fontosabb férfi tagjai, főképp az uralkodó fiai szokás szerint főrendi címet kapnak. Például András herceg, a királynő második fia 1986-ban kapta a yorki hercegi címet, így HRH The Prince Andrew, The Duke of York lett, míg a királynő legifjabb fia, Edward, 1999-ben kötött házasságakor Wessex grófja lett. Mivel az uralkodó fiai a 14. század óta (amikor is III. Edward minden fiát herceggé tette) hercegi címet kapnak, Edward wessexi gróf szülei halála után nagy valószínűséggel apja edinburgh-i hercegségét fogja megkapni. (Fülöp hercegi címe előtte mindenképpen visszaszáll előtte a Koronára: vagy úgy, hogy halálakor legidősebb fiára, a walesi hercegre, aki trónra lépéséig viseli ezt a címet is, vagy, ha túléli feleségét, halálakor az akkor már király Károlyra száll vissza a cím.) Tipikusan úgynevezett "királyi" hercegségek, vagyis a mindenkori uralkodó fiainak (esetleg más családtagjainak) adományozott címek: Lancaster, York, Clarence, Gloucester, Edinburgh, Sussex, Cambridge, Albany, Cumberland.
Nem minden királyi herceg kap azonban főrendi címet. Erzsébet királynő apjának, VI. Györgynek két öccse is volt (és egy bátyja, a trónról lemondott VIII. Edward), egyikük Kent, másikuk Gloucester hercegségét kapta atyjuktól, V. György királytól. A néhai kenti hercegnek két, még élő fia közül az idősebbik, George, örökölte a hercegi címet (így jelenleg is ő a kenti herceg), a fiatalabb Michaelnek nincs főrendi rangja. Ám mivel mindketten az uralkodó (V. György) fiának fiai, mindketten királyi hercegek, az idősebbik címe így HRH The Prince George, The Duke of Kent, a fiatalabbiké HRH The Prince Michael of Kent. Utóbbi nevében az "of Kent" mutatja, hogy "Kent (hercegének) családjából". Hasonlóképpen Vilmos és Harry herceg házasság előtti címe HRH The Prince William/Harry of Wales volt, mivel apjuk a walesi herceg.

## Rangsorolás(Order of Precedence)
A mai Nagy-Britannián belül a rangsor változó, függ az esemény jellegétől és főként földrajzi helyszínétől. Például Angliában és Walesben másképpen alakul a rangsor, mint Skóciában. Az előbbi kettőben például Canterbury érseke rögtön a királyi hercegek és hercegnők után következik, míg utóbbiban nem is szerepel, lévén tisztségének területi hatásköre a presbiteriánus Skóciára nem terjed ki. Kanadában, Ausztráliában és mindazon országokban, melyek II. Erzsébetet tekintik államfőjüknek, a helyi protokoll szerint járnak el.
Az uralkodó ráadásul külön dönthet a rangsorról, így például Erzsébet anyakirálynő (VI. György özvegye, II. Erzsébet édesanyja) rögtön a királynő és Fülöp herceg, a királynő férje után következett, halála után pedig Margit hercegnő, a királynő húga lépett a helyére. Az ő halála óta a királynő leánya, Anna hercegnő a legmagasabb rangú hölgy a királynő után, sőt, ezt a besorolását akkor is megőrizte, amikor Károly walesi herceg elvette Camilla Parker Bowles-t, aki így a jogszokás szerint, a trónörökös feleségeként férje és a királyi pár után rangsorolt volna. Ám a királynő nem csak leányát, hanem unokatestvérét, Alexandra hercegnőt, a kenti herceg testvérét is Károly felesége elé helyezte.
A rangsor elején mindig az uralkodó áll. Amennyiben az uralkodó király, az évezredes szokás egyértelmű: a második a királyné. Ám fordított esetben nincs igazi jogszokás, mivel az ország élén csak hat alkalommal állt királynő, igen különböző történelmi korokban és körülmények között. I. Mária férje II. Fülöp spanyol király volt, I. Erzsébet nem ment férjhez, II. Mária férje az egyetlen, aki királyi rangot kapott (III. Vilmos), Anna királynő férje, György dán herceg nem kapott angol címet. Albert szász-koburg-gothai hercegnek felesége, Viktória királynő a The Prince Consort (szó szerint: herceg-hitves) címet adományozta, végül a jelenleg uralkodó II. Erzsébet férje, Fülöp herceg házasságkötésükkor főrendi (Edinburgh hercege), majd felesége trónra lépése után királyi hercegi (prince) címet kapott.
A királyi hercegi cím nincs közvetlen összefüggésben a trónöröklési renddel. A fenti 1917-es rendelkezés szerint a királynő lányának (Anna hercegnő) gyermekei nem királyi hercegek. Például Anna hercegnő fiának, Peter Phillipsnek, annak ellenére, hogy a királynő unokája, semmilyen hivatalos címe nincs (se királyi hercegi, se főrendi), így még az utolsó báró is megelőzi a protokoll szerint. Ám Peter Phillips 11. az öröklési sorban, megelőzve három királyi herceget is (ebből kettő ráadásul egyben főrend), akik az öröklési sorban 19., 24. és 31. helyen állnak és minden főrendet megelőznek a hivatalos rangsorban a királynő gyermekein kívül. Lehetséges, hogy a jövőben a hivatalos rangsort megváltoztatják és az jobban igazodik majd az öröklési rendhez. Ennek jele, hogy II. Erzsébet a "nem hivatalos események" protokolljában a walesi herceg gyermekeit - a jogszokás ellenére - saját ifjabb fiai elé helyezte a hivatalos rangsorban.
A főrendek között először rangjuk dönt, sorrendben: hercegek, márkik, grófok, vikomtok, bárók. Az azonos rangú főrendek között a történelmi ország szerinti megkülönböztetés dönt: a középkori Anglia idején kreált főrendek megelőzik Skócia lordjait (vagyis a skót királyok által régebben adományozott grófi cím hátrább rangsorol egy később, de Angliában kreált grófságnál), azok Nagy-Britannia Egyesült Királyságának (1707-től) főnemeseit, azok Írországéit, végül következnek azok a főrendek, akiknek címét Nagy-Britannia és Írország Egyesült Királyságának 1801-es létrejötte után adományozták. Az azonos történelmi besorolású főrendek között végül az adományozás éve dönt. Így például de Ros bárója címének legrégebbi (1264) angliai adományozásával minden más báró előtt rangsorol, de az 1964-ben címet kapott Dilhorne vikomt rangjánál fogva megelőzi.

## Egyéb érdekességek
Néhány lordsággal kitüntetett híres személy:
- Thomas Balogh közgazdász, politikus
- Benjamin Britten zeneszerző
- Yehudi Menuhin hegedűművész
- Laurence Olivier színész, rendező
- George Porter kémikus
- William Rees-Mogg közgazdász

Az élethossziglani lordság bevezetése előtt a nyugalomba vonult korábbi miniszterelnökök, canterbury és yorki érsekek grófi címet, az alsóház volt elnökei és anglikán püspökök vikomti rangot kaptak, ma már azonban kivétel nélkül – a többi élethossziglani lordhoz hasonlóan – báróit (például Margaret Thatcher, aki Baroness Thatcher of Kesteven. A mai napig szokás, hogy az uralkodó közvetlen munkatársai (például magántitkárok és szárnysegédek), különösen ha hosszabb időt szolgáltak, főnemesi címet kapnak (szintén kivétel nélkül élethossziglani lordságot).
Az ugyancsak a brit uralkodó által adományozott lovagi rang (knight) illetve az örökölhető baronet (mindkettővel a Sir (nőknek Dame) cím jár a teljes név előtt) nem főrendi cím és jóval kevesebb előjoggal jár, mint a lordság. A lovagrendek (orders) ma már teljes egészében a brit kitüntetési rendszer részei. Például a Térdszalagrend (Order of the Garter) vagy az Érdemrend (Order of Merit), illetve a háborús Viktória-kereszt (Victoria Cross) az élethossziglani lordságnál is nagyobb presztízsű kitüntetések. A baronetek rangban a lordok és a lovagok között állnak és 1965 óta mindössze egyetlen új baroneti rangot adományoztak (Sir Denis Thatchernek, Margaret Thatcher férjének).
A Lordok Háza kifejezést napjainkban az éjjeli menedékhelyek tréfás megnevezésére is használják Angliában.